# شریک من
شریک من  یا شریک پی‌نوشت من (کره‌ای: 나의 P.S. 파트너؛ انگلیسی: Whatcha Wearin'?) یک فیلم کمدی رمانتیک سال ۲۰۱۲ کره جنوبی با بازی جی سونگ و کیم آه جونگ است. این فیلم دربارهٔ زنی است که برای مهیج‌تر کردن رابطهٔ پنج سالهٔ خود تلاش می‌کند که با دوست‌پسرش سکس تلفنی برقرار کند اما به صورت اتفاقی به مرد دیگری زنگ می‌زند. این فیلم در ۶ دسامبر ۲۰۱۲ منتشر شد.